# Here on Earth (album)
Here on Earth è il sedicesimo album in studio del cantante statunitense Tim McGraw, pubblicato nel 2020.

## Tracce
1. L.A. – 3:53
2. Chevy Spaceship – 4:20
3. Here on Earth – 4:21
4. Damn Sure Do – 4:12
5. Hallelujahville – 4:26
6. Good Taste in Women – 3:47
7. Hard to Stay Mad At – 4:10
8. Sheryl Crow – 3:20
9. Not from California – 3:01
10. Hold You Tonight – 3:56
11. 7500 OBO – 3:41
12. If I Was a Cowboy – 3:53
13. I Called Mama – 3:31
14. Gravy – 3:36
15. War of Art – 3:54
16. Doggone – 3:34